# Chiesa di San Paolo (Covent Garden)
La chiesa di San Paolo è una chiesa locata a Bedford Street, Covent Garden, Londra, WC2E 9ED. Venne progettata da Inigo Jones come parte di una commissione fattagli dal IV conte di Bedford nel 1631 per creare "case ed edifici adatti ad abitazioni di gentiluomini e uomini di abilità". Oltre ad essere parrocchia del Covent Garden, alla chiesa venne affibbiato il soprannome di "chiesa degli attori" per via dell'associazione con la comunità del teatro.
Completata nel 1633, fu la prima chiesa interamente nuova costruita a Londra dalla Riforma. Il suo progetto è stato attribuito a Inigo Jones anche se mancano prove documentarie certe. Secondo una storia spesso ripetuta, registrata da Horace Walpole, Lord Bedford chiese a Jones di progettare una chiesa semplice "non molto migliore di un granaio", a cui l'architetto rispose "Allora avrai il fienile più bello d'Inghilterra".
Sir John Summerson descrisse l'edificio come "uno studio nell'ordine toscano rigorosamente vitruviano" e "quasi un esercizio archeologico". La descrizione di un tempio in stile toscano o etrusco fatta da Vitruvio, che Jones seguì in maniera completa in questo edificio, riflette le prime forme del tempio romano, che era una continuazione dell'architettura etrusca, benché ciò che Vitruvio intendesse con il suo racconto ha diviso gli studiosi moderni.  È stato visto come un'opera di primitivismo intenzionale: l'ordine tuscanico associato da Palladio agli edifici agricoli.

## Storia

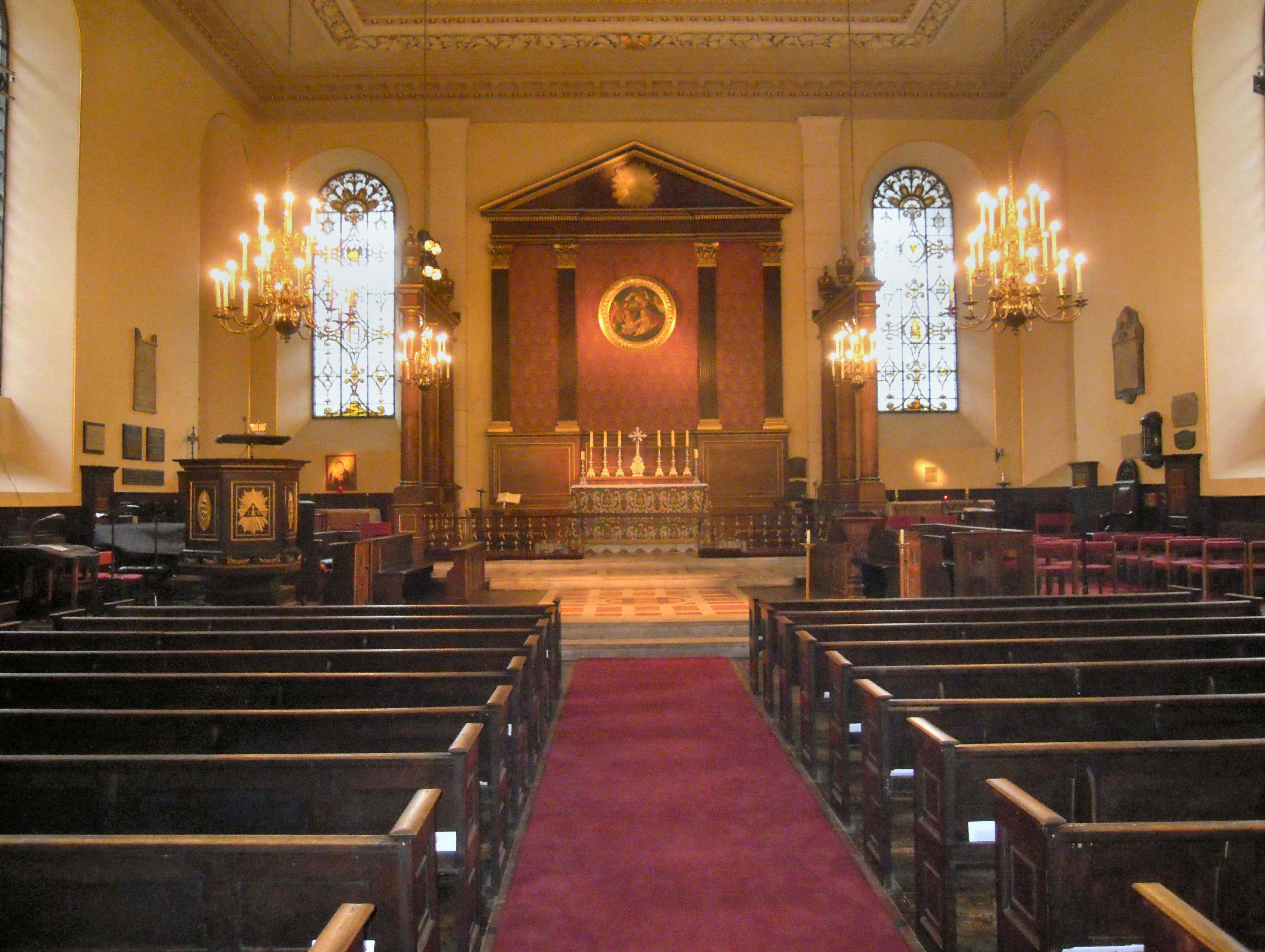
Presbiterio

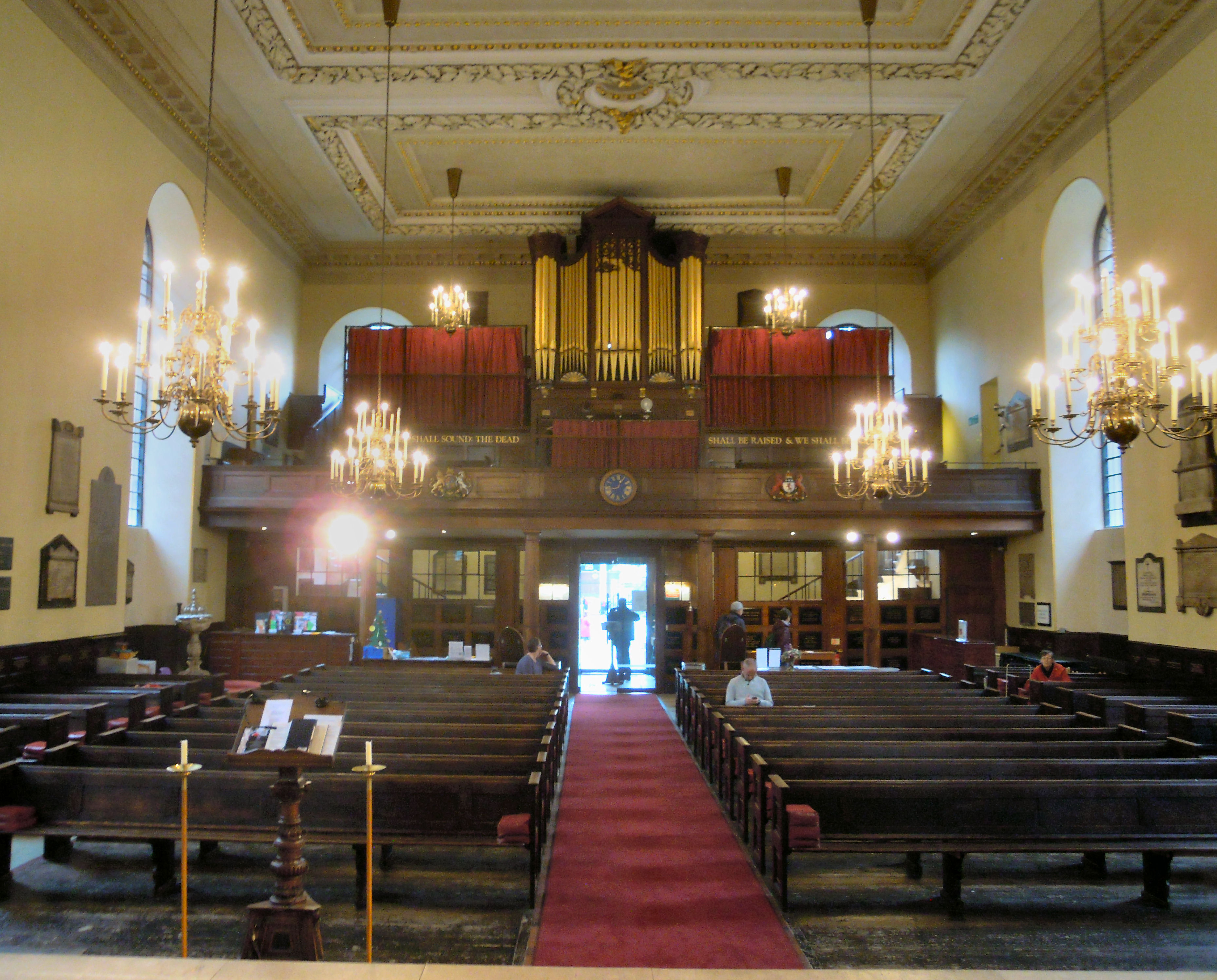
Navata

Nel 1630, il IV conte di Bedford diede il permesso di demolire degli edifici su un terreno che possedeva a nord dello Strand, allo scopo di risviluppare la zona. IL risultato fu la realizzazione della piazza del Covent Garden, la prima piazza formale a Londra. I nuovi edifici erano di carattere classico. All'estremità occidentale c'era una chiesa, collegata a due case identiche. Il lato sud venne lasciato aperto.
Il lavoro sulla chiesa fu completato nel 1633, a un costo per la tenuta di Bedford di 4.886 sterline, ma non fu consacrata fino al 1638 a causa di una disputa tra il conte e il vicario della Chiesa di Saint Martin-in-the-Fields. Rimase una cappella all'interno della parrocchia di St Martin-in-the-Fields fino al 1645, quando Covent Garden divenne una parrocchia separata e la chiesa venne dedicata a San Paolo.
Nel 1789 venne avviata un'ampia ristrutturazione della chiesa da parte dell'architetto Thomas Hardwick. Sei anni dopo, nel settembre 1795, la chiesa prese fuoco accidentalmente a causa di alcuni lavoratori intenti a sistemare il tetto. Un'indagine sul danno rilevò che le pareti esterne erano ancora strutturalmente solide, ma che il portico avrebbe dovuto essere ricostruito. Non è chiaro se sia stato effettivamente fatto. Dopo essere stato restaurata ancora una volta, sotto la supervisione di Hardwick, la chiesa fu riconsacrata il 1º agosto 1798. Nonostante la distruzione, venne salvato l'archivio, oltre che il pulpito — opera di Grinling Gibbons.

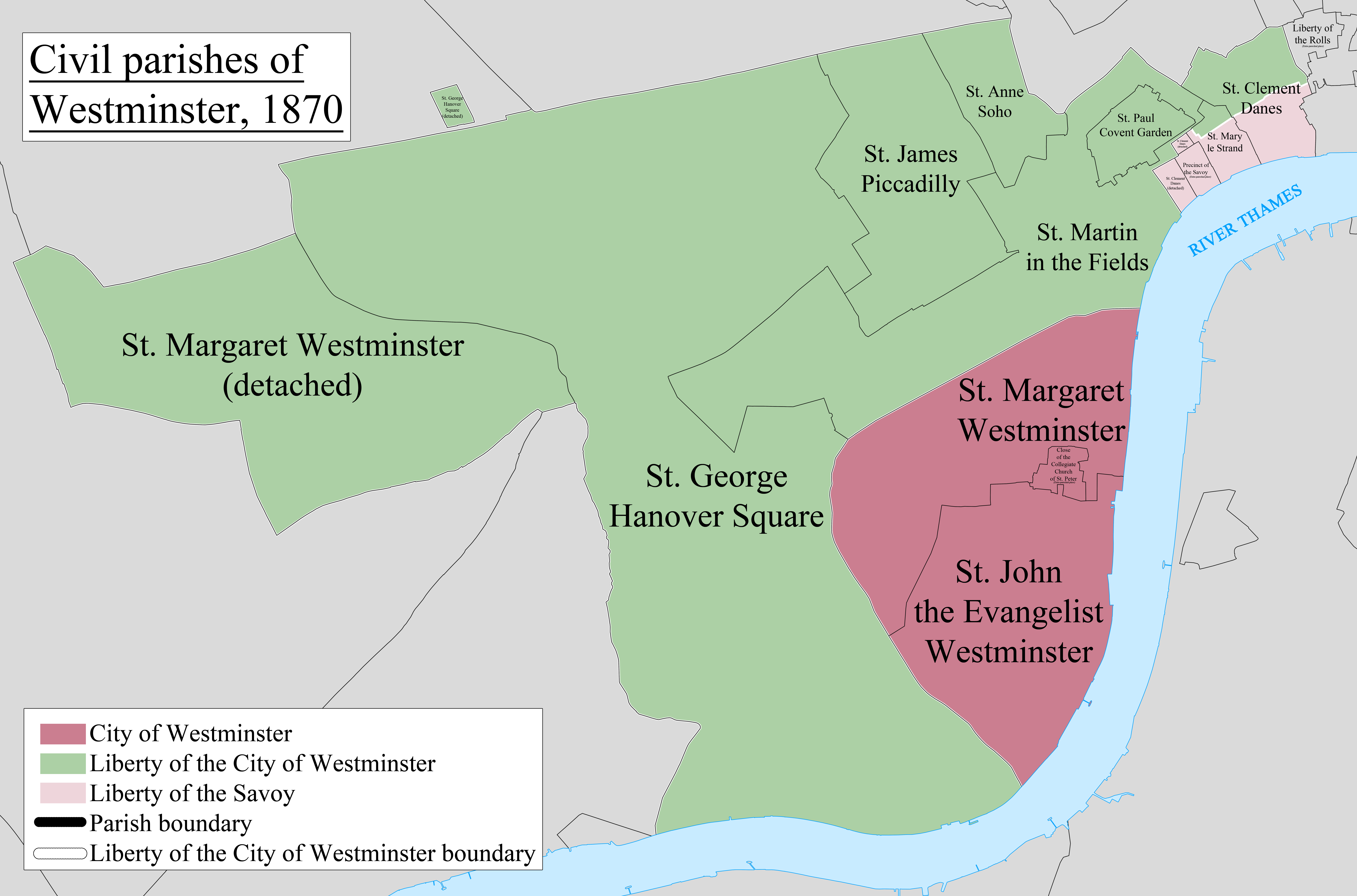
Mappa evidenziante il territorio parrocchiale

Il puritano Thomas Manton predicò dal pulpito di San Paolo fino alla Grande espulsione. Il 23 settembre 1662 Simon Patrick, in seguito vescovo di Ely, fu preferito al canonico di St. Paul, dove aveva prestato servizio durante la pestilenza.
La prima vittima civile conosciuta dallo scoppio della morte nera del 1665-1666 in Inghilterra, Margaret Ponteous, fu sepolta nel cimitero il 12 aprile 1665.
Il territorio della chiesa fu una parrocchia civile delle Libertà di Westminster fino al 1855, quando confluì nel distretto dello Strand.

## Architettura

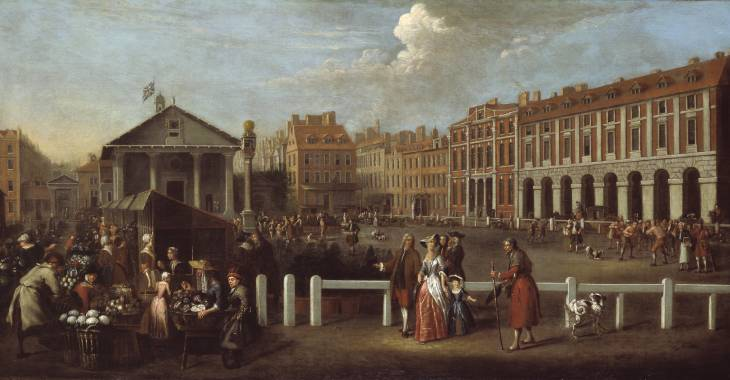
Piazza Covent Garden dipinta nel 1737 da Balthazar Nebot

L'estremità est, di fronte alla piazza, è rivestita in pietra, con un enorme portico e il suo frontone audacemente proiettato e sostenuto da due colonne e due pilastri. C'erano originariamente tre porte dietro il portico. Quella centrale, esistente ancora oggi, venne costruita come una falsa porta mentre la parete interna dietro di essa è occupata dall'altare. Le altre due furono bloccate nel XIX secolo, quando fu alzato il pavimento del coro. L'ingresso principale alla chiesa avviene attraverso il fronte occidentale più semplice, che ha un frontone, ma senza portico. William Prynne, nel 1638 disse che originariamente era destinata ad avere l'altare all'estremità occidentale, ma la pressione dalla gerarchia ecclesiastica portò all'imposizione dell'orientamento tradizionale.

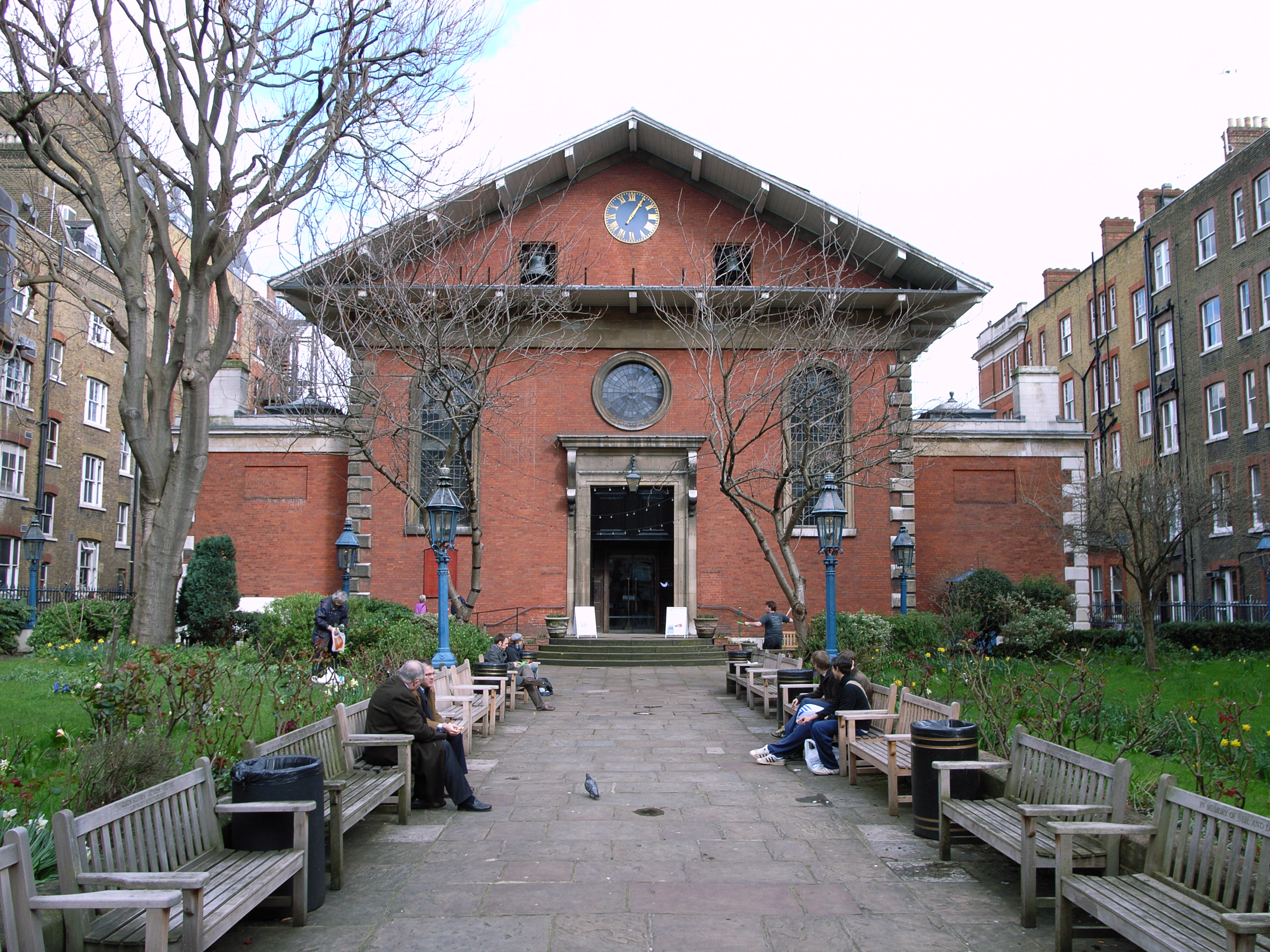
Ingresso ovest della chiesa e giardino

La prima descrizione dettagliata esistente, risalente al 1708, dice che l'esterno non era di mattoni nudi, ma intonacato con stucco. Nel 1789 fu deciso di rivestire i muri in pietra come parte di un importante programma di ristrutturazione, che Thomas Hardwick ebbe l'incarico di supervisionare. Allo stesso tempo il tetto di tegole fu sostituito con l'ardesia, gli abbaini, aggiunti nel 1640, furono rimossi, e gli archi che fiancheggiavano la chiesa, originariamente di mattoni e stucco, furono sostituiti con repliche in pietra. Quando il rivestimento in pietra di Hardwick fu rimosso dalla chiesa nel 1888, si scoprì che aveva uno spessore di meno di 8 centimetri e mal collegato ai mattoni. L'edificio fu quindi ricostruito con l'attuale mattone rosso.
In origine c'erano sei o sette gradini che conducevano al portico, ma questi scomparvero man mano che il livello della piazza si sollevò gradualmente nel corso degli anni. Nel 1823 erano visibili solo due gradini e nessuno entro nel 1887. Gli archi sul lato del portico furono sostanzialmente allargati e sollevati durante un restauro del 1878-1882 da parte di Henry Clutton, architetto del IX duca di Bedford.  Clutton rimosse anche la torretta-campanaria sul frontone occidentale.
L'interno è un unico spazio, indiviso da pilastri o colonne. Il terzo orientale era originariamente contrassegnato come un coro mediante il sollevamento del pavimento di un gradino. Il livello è stato sollevato ulteriormente durante le modifiche di William Butterfield nel 1871-72. La chiesa fu costruita senza gallerie, ma furono presto aggiunte su tre lati. Hardwick le comprese nella sua ricostruzione, e quella occidentale rimane ancora oggi.

## Galleria d'immagini

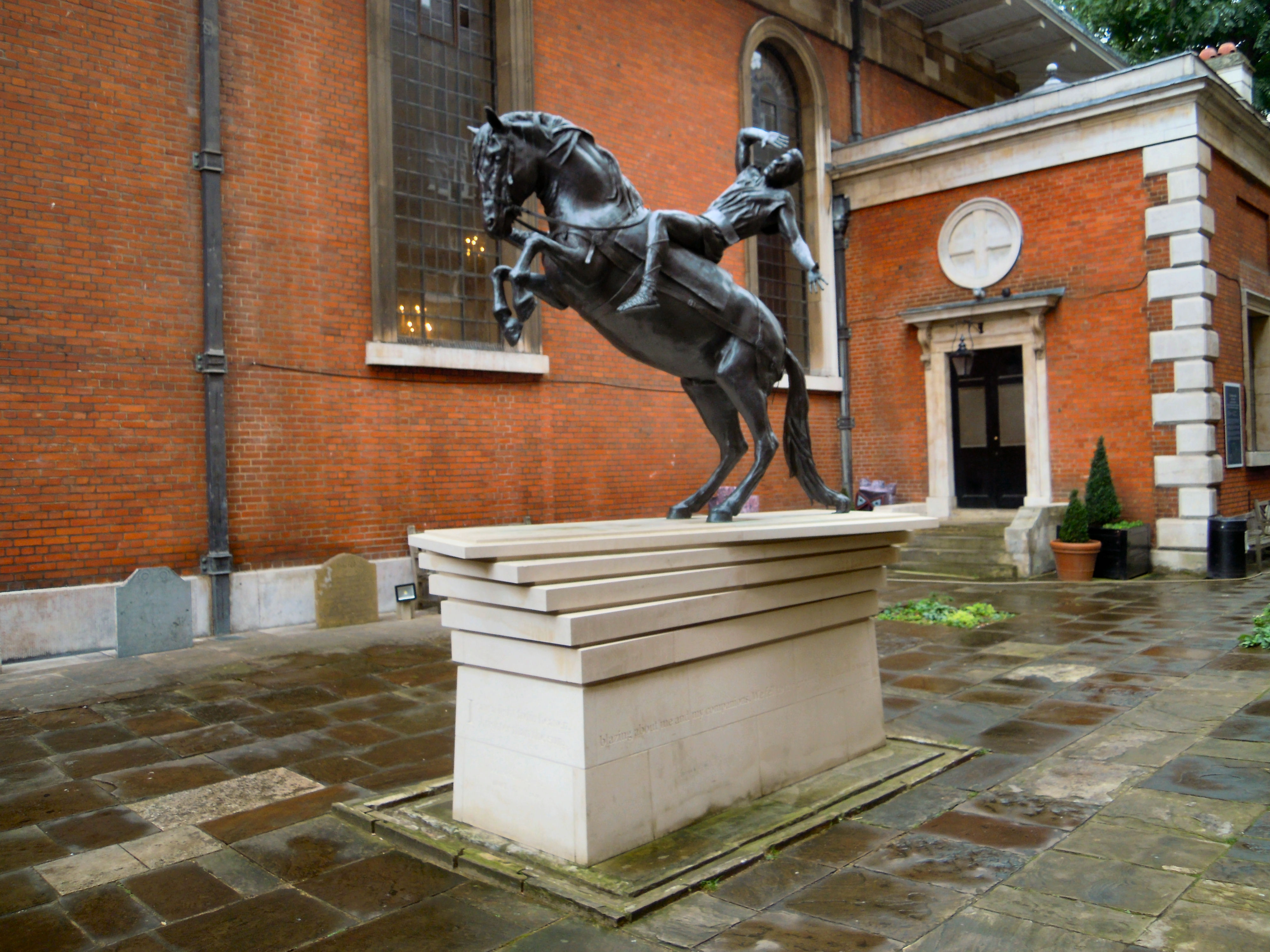
Statua della conversione di san Paolo venne scolpita da Bruce Denny[13] e svelata da Dame Judi Dench
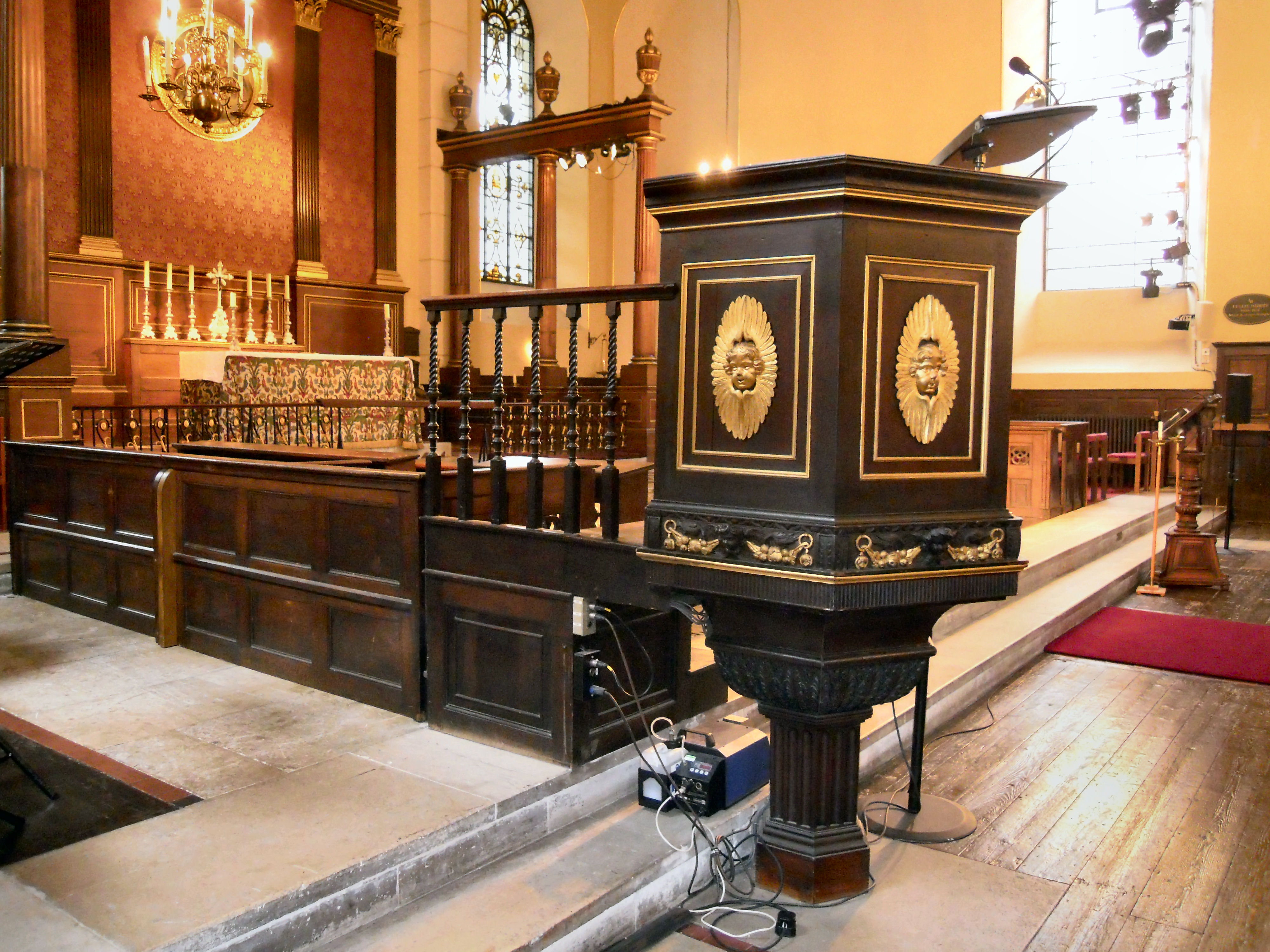
Il pulpito opera di Grinling Gibbons
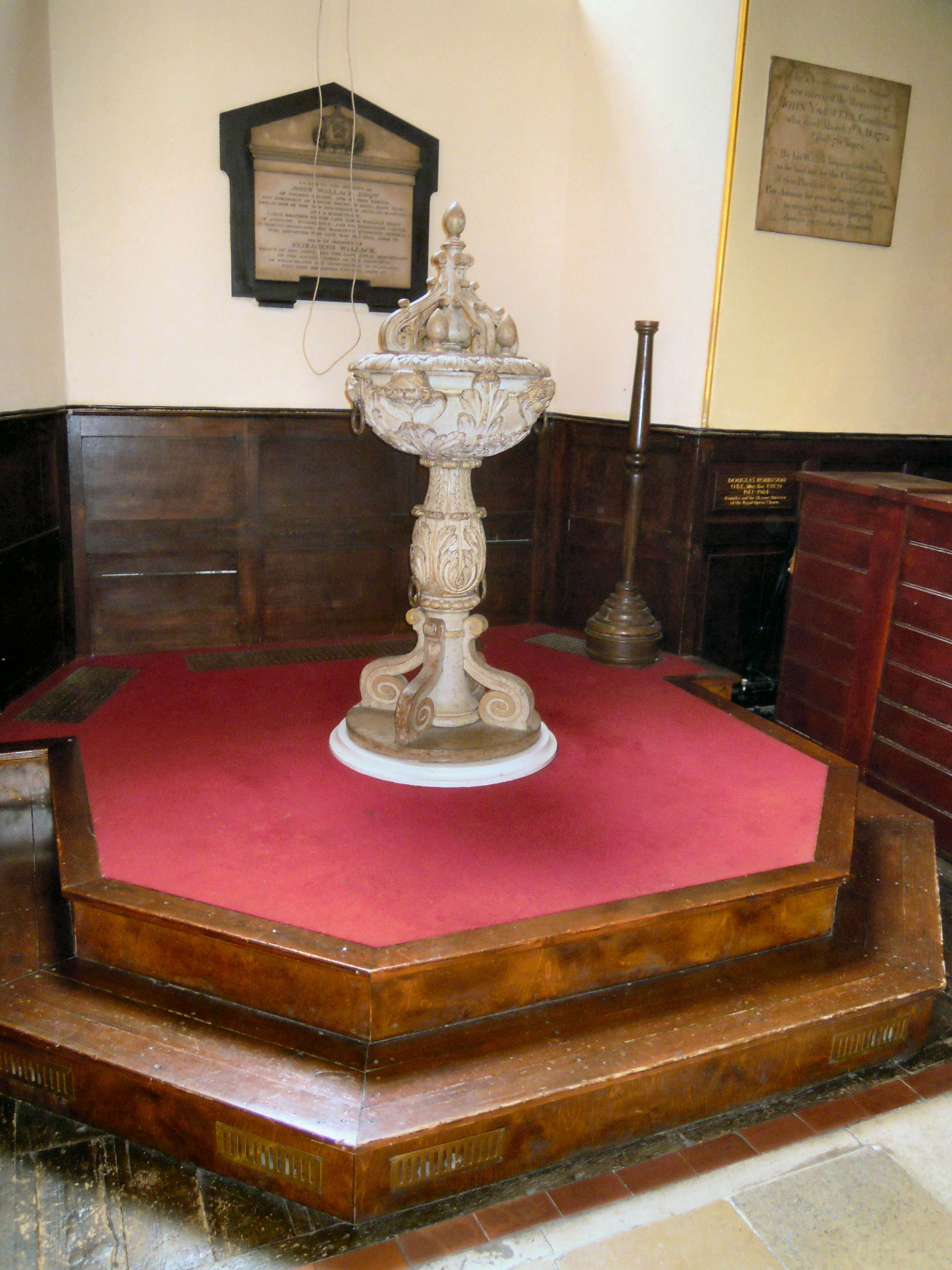
Fonte battesimale
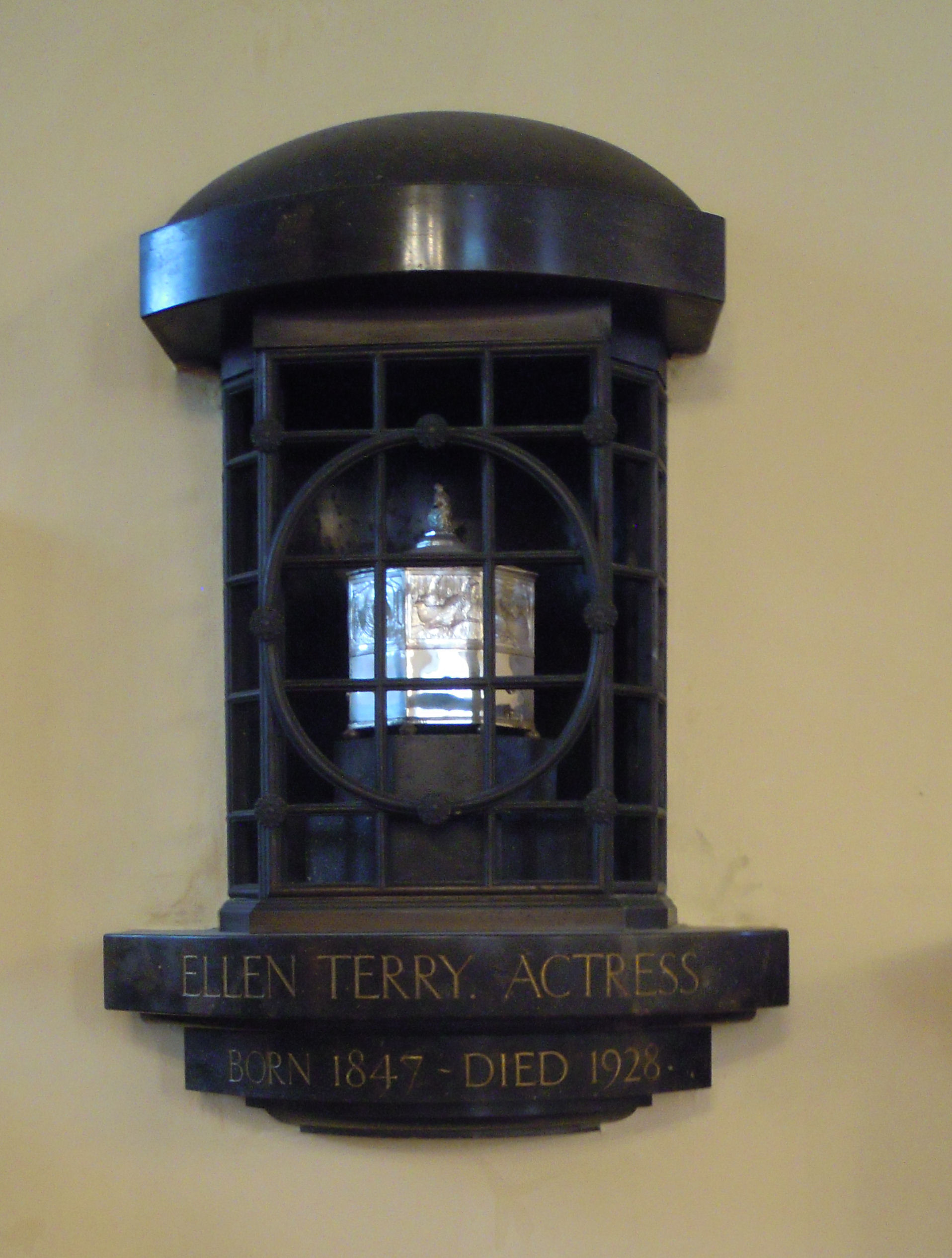
Le ceneri dell'attrice Ellen Terry
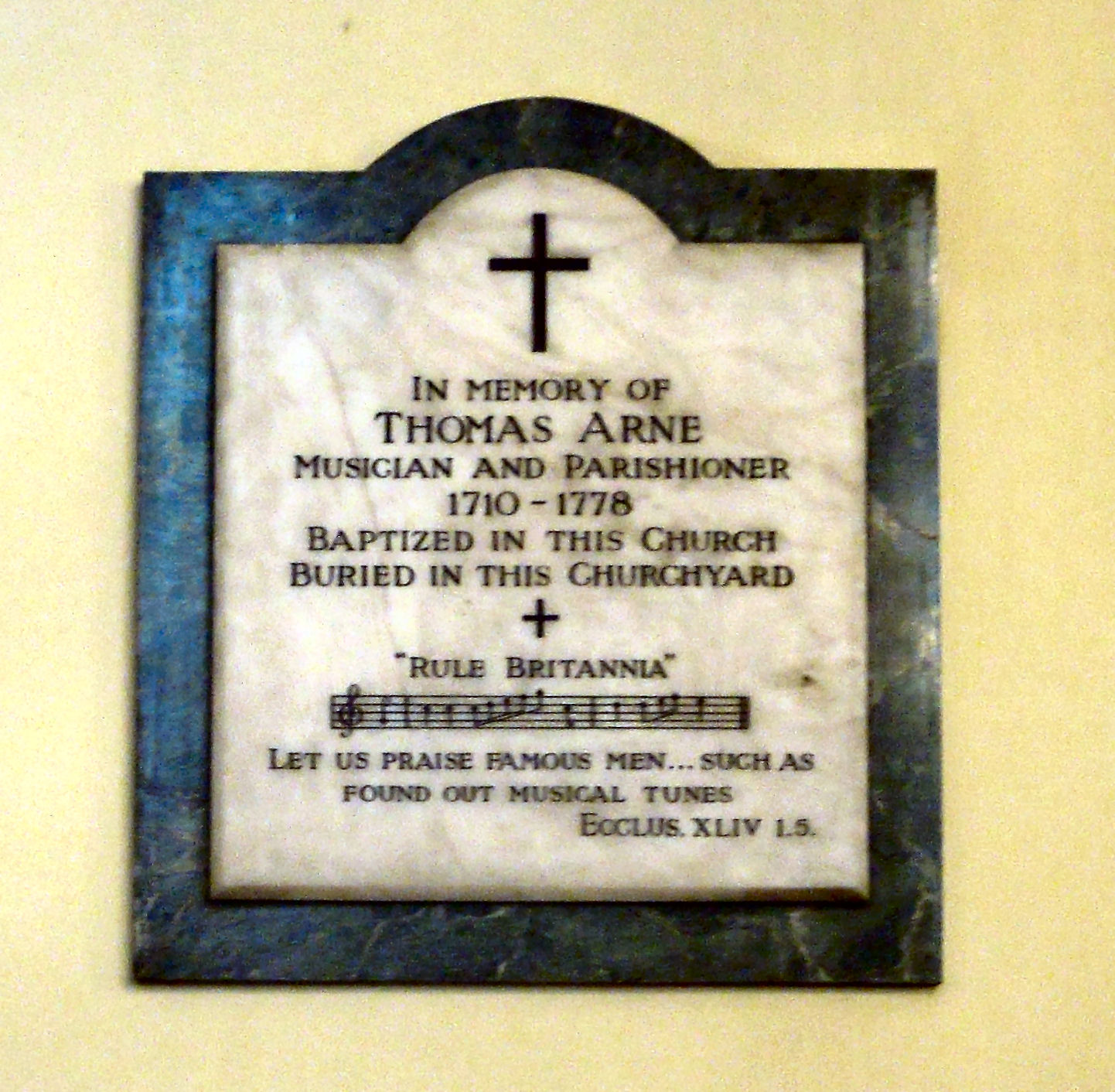
Memorial al compositore Thomas Arne
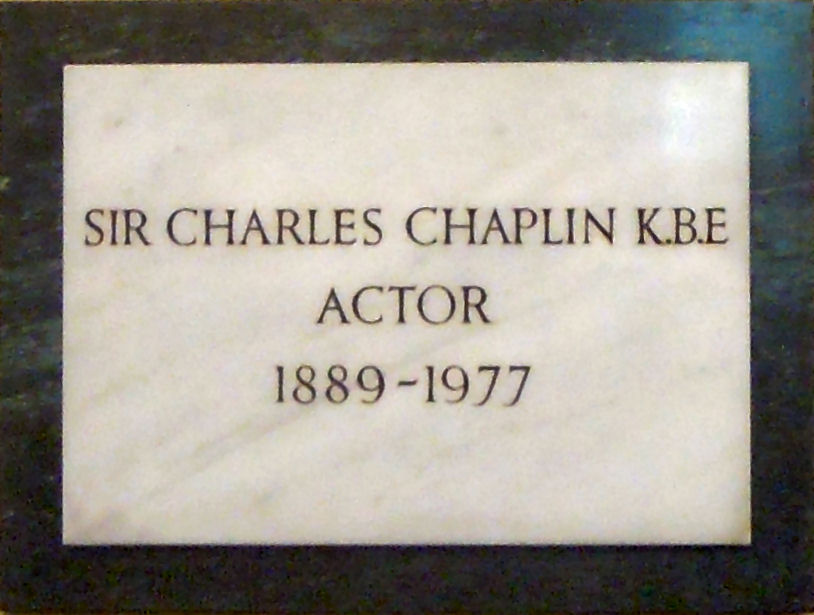
Memorial a Charlie Chaplin